# Hal Roach
Harold Eugene "Hal" Roach, Sr. (født 14. januar 1892 i Elmira, New York, USA, død 2. november 1992 i Los Angeles, Californien, USA) var en amerikansk filmproducent og -instruktør.
Han var filmproducent fra 1914; hans første store succes var Harold Lloyd-filmen Just Nuts (1915). Han var ved siden af Mack Sennett den ledende producent af stumfilmkomedier, først med Harold Lloyd til 1923, derefter med Gøg og Gokke-filmene i deres glansperiode fra 1927. Han var også virksom som instruktør og manuskriptforfatter. Efter 2. verdenskrig arbejdede han med fjernsyn. I 1984 modtog han en Æres-Oscar for sin indsats indenfor film.
Han har en stjerne på Hollywood Walk of Fame.